# Hemioplisis santiago
Hemioplisis santiago là một loài bướm đêm trong họ Geometridae.